# Jarosław Koniusz
Jarosław Koniusz (Sosnowiec, 9 aprile 1961) è un ex schermidore polacco, vincitore di due medaglie d'argento ai campionati mondiali di scherma.